# Izopropil-jodid
Az izopropil-jodid szerves jódvegyület, képlete (CH3)2CHI. Színtelen, gyúlékony, illékony folyadék. A szerves jodidok fényérzékenyek, tárolás közben a bomlás során képződő jód miatt sárgás színűvé válnak.

## Előállítása
Az izopropil-jodidot az izopropanol hidrogén-jodiddal, vagy ami ezzel ekvivalens, glicerin, jód és foszfor keverékével végzett jódozásával állítják elő. Egy másik előállítási módszere a 2-propil-bromid reakciója kálium-jodid (KI) acetonos oldatával:
(CH3)2CHBr  +  KI   →   (CH3)2CHI  +  KBr

## Fordítás
Ez a szócikk részben vagy egészben  az   Isopropyl_iodide című angol Wikipédia-szócikk ezen változatának fordításán alapul.  Az eredeti cikk szerkesztőit annak laptörténete sorolja fel. Ez a jelzés csupán a megfogalmazás eredetét és a szerzői jogokat jelzi, nem szolgál a cikkben szereplő információk forrásmegjelöléseként.